# Kidakama
Kidakama är ett vattendrag i Burundi.   Det ligger i provinsen Muyinga, i den norra delen av landet, 110 kilometer nordost om huvudstaden Bujumbura.
Omgivningarna runt Kidakama är en mosaik av jordbruksmark och naturlig växtlighet. Runt Kidakama är det ganska tätbefolkat, med 230 invånare per kvadratkilometer.